# Лукавка
Лука́вка (редко Лукавчёнка или Луковчёнка) — река в Грязинском районе Липецкой области. Левый приток реки Матыры. Исток к югу от села Хворостянка Добринского района. Устье — напротив деревни Ермаковка. В верхнем течении запружена.
Имя реки происходит от слова лука — пойменный луг в излучине.
На Лукавке стоят селения Садовая, Новый Свет, Верхняя Лукавка, Средняя Лукавка, Нижняя Лукавка, Петровка.
Длина реки составляет 30 км, площадь водосборного бассейна 230 км².

## Данные водного реестра
По данным государственного водного реестра России относится к Донскому бассейновому округу, водохозяйственный участок реки — Матыра, речной подбассейн реки — бассейны притоков Дона до впадения Хопра. Речной бассейн реки — Дон (российская часть бассейна).
Код объекта в государственном водном реестре — 05010100412107000002925.